# Electronic Industries Alliance
Electronic Industries Alliance, EIA (в превод: Съюз на отраслите на електронната промишленост), е професионална организация по стандартизацията, съставена от търговски сдружения на производители на електронно оборудване в САЩ. Съществува от 1924 до 2010 г.
До октомври 1997 г. организацията носи името Electronic Industries Association (в превод: Сдружение на отраслите на електронната промишленост).
Съставните сдружения са:
- CEA – Consumer Electronics Association (от 1 януари 2005 г. не участва в EIA);
- ECA – Electronic Components, Assemblies, and Materials Association;
- GEIA – Government Electronics and Information Technology Association;
- JEDEC – JEDEC Solid State Technology division;
- TIA – The Telecommunications Industry Association.

EIA е упълномощена от ANSI да помага в развитието на стандарти за електронно оборудване, битова електроника, електронна информация, далекосъобщения и безопасна работа в интернет. Изготвени са препоръчителни стандарти, за да може продуктите на различните производители да са съвместими и взаимозаменими.
До 1957 г. EIA е позната като RETMA (Radio Electronics Television Manufacturing Association – Сдружение на производителите на радиотехническо, електронно и телевизионно оборудване). По-обширна информация за това може да получите на е-страница Архив на оригинала от 2009-04-22 в Wayback Machine. на JEDEC.
Някои общоизвестни стандарти на EIA включват:
- RS-170 (обратносъвместимо разширение на NTSC);
- RS-232, EIA-422, RS-449, EIA-485 – за последователно предаване на данни;
- EIA-708 (стандарт за въвеждане на кодирани надписи между кадри, отнася се за ATSC);
- RS-279 – електронен код за цвят.